# 2(x)ist
2(x)ist (engelska för to exist, på svenska: att existera) är ett amerikanskt modemärke som tillverkar herrunderkläder. Företaget bildades år 1991 och har sitt säte i New York. 
2(x)ist grundades år 1991 av Gregory Sovell, som lämnade företaget år 2005. Idag är företagets kreative direktör Jason Scarlatti. 2(x)ists huvudkontor ligger i Midtown, Manhattan i New York City. Företaget tillverkar i huvudsak underkläder för män, men från och med år 2012 kommer man även att tillverka badkläder för män.